# Mainz-Laubenheim (przystanek kolejowy)
Mainz-Laubenheim – przystanek kolejowy w Moguncji, w kraju związkowym Nadrenia-Palatynat, w Niemczech. Znajdują się tu 2 perony.
| Mainz-Laubenheim                                              |  |                             |
| Linia Mainz Hauptbahnhof – Ludwigshafen Hauptbahnhof (6,8 km) |  |                             |
| Mainz-Weisenauodległość: 1,4 km                               |  | Bodenheim odległość: 3,5 km |